# Полековское
Полековское — село в Марксовском районе Саратовской области, входит в состав Кировского сельского поселения.

## География
Село находится в Низком Заволжье, относящемся к Восточно-Европейской равнине, у реки Малый Караман.
Абсолютная высота — 45 метров над уровнем моря. 

## История
Село основано в 1923—1924 гг. немецкими колонистами из сёл Неб и Кинд. Жители занимались орошаемым земледелием (овощи) и животноводством.
С 18 января 1935 года после выделения Унтервальденского кантона из Марксштадтского, село в составе Грюнтальского сельского Совета Унтервальденского кантона АССР НП. После ликвидации АССР НП в 1941 года село в административном подчинении Грюнтальского (с 1942 г. — Фурманского) сельского Совета Унтервальденского кантона (с 1942 г. — Подлесновского) района Саратовской области.
После Указа Верховного Совета РСФСР «О переименовании сельских Советов и населённых пунктов Саратовской области» 2 июля 1942 года село Кельк было переименовано в Павловку.
22 декабря 1994 г. постановлением Саратовской областной Думы № 9-88 село Павловка было переименовано в село Полековское.
После депортации немцев Поволжья село фактически перестало существовать. В нём разместилась одна из ферм сначала колхоза им. 18 съезда ВКПб, с 1944 г. — совхоза «Баскатовский», а с 1954 года — совхоза «Подлесновский».
В 1959 году с упразднением Подлесновского района, населённый пункт перешёл в административное подчинение Марксовского района.
С началом мелиорации в селе оживилось жилищное строительство. В 1983 году был создан совхоз «Полековский».

## Население
| 2002 | 2010 |
| ---- | ---- |
| 836  | ↗859 |

## Инфраструктура
В селе имеется: средняя школа, детский сад, сельская библиотека, ФАП, Дом культуры, продуктовые магазины.